# Nick Carter (nghệ sĩ âm nhạc)
Nick Carter tên đầy đủ là Nickolas Gene Carter (sinh ngày 28 tháng 1 năm 1980) là một ca sĩ, nhạc sĩ và đôi lúc là một diễn viên người Mỹ. Anh là thành viên của ban nhạc danh tiếng Backstreet Boys.

## Tiểu sử
Nick Carter sinh ra ở Jamestown, New York. Bố Nick là ông Robert Gene Carter, và mẹ Nick là bà Jane Elizabeth Spaulding, là 1 người mang dòng máu Wales, Ireland, Đức, Anh, và 1/4 người Mỹ. Các anh chị em của Nick gồm Angel, Leslie, Bobbie Jean (nickname: BJ), và ca sĩ Aaron. Nick còn có các anh chị cùng cha khác mẹ là Ginger, Taelyn và Kanden.
Vài năm trước, gia đình Nick chuyển tới sống ở Tampa, Florida. Tại đây, Nick bắt đầu tham gia các vở kịch (1990), xuất hiện trước công chúng khá nhiều. sau đó Nick đã hát nhạc nền trong Edward Scissorhands (1990). Qua một vài buổi diễn, Nick đã gặp AJ McLean và Howie Dorough rồi họ trở thành bạn. Sau đó, họ thành lập 1 nhóm và bắt tay vào việc tìm kiếm một ông bầu cho mình. Khi họ tìm được 1 người là Lou Pearlman, ông ta nghĩ sẽ tốt hơn nếu nhóm có 4 thành viên trở lên. Và đó chính là cơ hội giúp cho Kevin Richardson cùng với người em họ của mình là Brian tham gia vào nhóm.
Nhóm đã không đạt được thành công nào đáng kể tại Mĩ vào những ngày đầu tiên, mặc dù bài hát đầu tiên đã là 1 hit đình đám tại Orlando radio stations. Backstreet Boys dần dần được cả châu Âu biết đến, và nhóm đã rất thành công năm 1996. Nick Carter đã cùng những thành viên còn lại trong Backstreet Boys tạo ra 1 kỉ lục mới cho làng ca nhạc: bán được hơn 100 triệu album trên toàn thế giới, trở thành boyband bán được nhiều album nhất thế giới.

## Vào những năm 90
Backstreet Boys trở nên rất nổi tiếng ở châu Âu, ở Mĩ và trên toàn thế giới vào cuối năm 1990, và Nick cũng đã tạo dựng được danh tiếng cho riêng mình, trở thành người quan trọng nhất trong nhóm. Nick là thành viên trẻ nhất (gia nhập Backstreet Boys khi mới 12 tuổi), có gương mặt điển trai nhất nhóm. trong các tour diễn, Nick chơi ghita và trống. Ngoài ra Nick cũng là ca sĩ hát chính trong Backstreet Boys.
Vào năm 1999, Nick đứng ở vị trí số một trong danh sách Hottest under 21 của tạp chí Teen Scene và là The biggest teen idol (thần tượng tuổi teen). Nick còn nằm trong tốp 50 Most beautiful people in the world của tạp chí People năm 2000.

## Từ năm 2000 đến nay
Now Or Never
Nick đã thu âm 1 album solo vào năm 2002 là album Now or Never. Album đã đứng ở 1 vị trí số 17 trong bảng xếp hạng Billboard 200 và giành được đĩa vàng. Cùng năm đó, Nick được bầu là "Người đàn ông quyến rũ nhất hành tinh" (the Sexiest Man in the world) trong tạp chí CosmoGirl.
Nick còn nằm trong số những ngôi sao độc thân quyến rũ nhất nước Mĩ do tạp chí Forbes tổ chức năm 2007 và đứng thứ 4 trong top Nam minh tinh quyến rũ nhất thế giới do độc giả tạp chí Hello (Anh) bình chọn vào năm 2008.
Nick cũng bước chân vào lĩnh vực điện ảnh khi đóng một số bộ phim vào năm 2004, xuất hiện 2 lần trên show truyền hình "8 simple rules for dating my teenage Daughter" và cũng xuất hiện trong "American Dreams".
Never Gone
Nick trở lại với lĩnh vực âm nhạc, cùng Backstreet Boys cho ra album Never gone, đứng thứ 3 trong bảng xếp hạng Billboard 200 và nhận được Đĩa bạch kim. Never gone đã giúp cho nhóm đạt được kỉ lục trên 100 triệu album bán được trên toàn thế giới. Vào mua thu năm 2005, họ có tour lưu diễn ở châu Âu.
House of Carters
Nick và các anh chị họ đã tham gia vào 1 show truyền hình thực tế, House of Carter, chiếu vào tháng 10 năm 2006 ở E!.
Fast Glass
Nick đã tham gia vào bộ phim Fast Glass vào tháng 5 năm 2007 với Brandon Quinn, Andrew Keegan, Natalia Cigliuti, Greg Grunberg, và Reno Wilson. Bộ phim đạo diễn bởi Kim Bass và sản xuất nhờ Dave Riggs. Bộ phim sẽ được khởi chiếu năm 2008.
Các hoạt động xã hội
ngày 17/5/2007 Nick được chọn làm đại sứ thiện chí của Liên hợp quốc về vấn đề môi trường và đặc biệt là năm nay, anh sẽ tham gia các chiến dịch của LHQ nhằm kêu gọi thế giới quan tâm đến việc bảo vệ loài cá heo. Nick cho biết, giúp mọi người nhận thấy tầm quan trọng của việc phải bảo tồn cá heo là việc làm thực sự cần thiết trong thời điểm hiện nay. Để bắt đầu vai trò đại sứ thiện chí cho "Năm của cá heo", Nick Carter sẽ thu âm một vài bài hát mới để cổ động cho chiến dịch này. Nick sẽ bắt đầu thực hiện vai trò của mình bằng việc đến các trường học để trò chuyện với các học sinh về vấn đề môi trường.
Album solo thứ 2
Nick bắt đầu thu âm album solo thứ 2 vào năm 2003, nhưng bản thu âm bị hoãn lại vì BSB lại có kế hoạch mới. một trong những bài hát trong album được sử dụng làm bài hát trong show House of Carter. Bài hát "Let It Go" được viết bởi Nick Carter, Matthew Gerrard, và Bridget Louise Benenate.

## Cuộc sống cá nhân
Nick đã từng hẹn hò và quan hệ với rất nhiều phụ nữ nổi tiếng trong làng giải trí, gồm Willa Ford, Izabelle Filling, Mandy Moore, Angie Taylor, Paris Hilton, Dalene Kurtis, Kaya Jones và Ashlee Simpson. Mối quan hệ giữa Nick và Paris kết thúc vào tháng 7 năm 2004. Nick đã xăm tên Paris lên người. Đến khi chia tay, anh xóa hình xăm đi và thay vào đó dòng chữ "Old Habits Die Hard" (Thói quen cũ khó bỏ).
Ngày 29/9/2006, Nick tâm sự với tờ HOWARD STERN SHOW về mối tình đầu của Nick với Debra Lafave.
Ngày 12/6/2007, Kathy Griffin hẹn hò với Nick ở Tira.

## Albums
2002: Now Or Never - #17 US (Gold), #9 ITA 
2002: BEFORE The Backstreet Boys 1989-1993
 Singles
Help Me (2002) 
Do I Have To Cry For You (2002) 
I Got You (2003) #74 Austria, #87 Germany
Bonus and non-album tracks 2002-2003
Don't Walk Away
End Of Forever
Forever Rebel
Love To Love
Payback
Rockstar Baby
Scandalicious
Wanna Shout